# 銭谷誠司
銭谷 誠司（ぜにたに せいじ）は、日本の天文学者。京都大学生存圏研究所研究員。専門は、宇宙プラズマ、磁気リコネクション。宇宙ジェット、相対論的天体物理学、運動プラズマ不安定性、Particle-in-cell法 （PIC）シミュレーション、磁気流体シミュレーションの研究を行う。

## 略歴
- 2017年:京都大学生存圏研究所
- 2011年:国立天文台理論研究部
- 2006年:NASA ゴダード宇宙飛行センター
- 2006年:宇宙航空研究開発機構宇宙科学研究本部
- 2006年:東京大学理学系研究科、理学博士号を取得。
- 1999年:京都大学理学部卒業。

## 受賞歴
- 2015年：Earth, Planets and Space Excellent Reviewers (2014)
- 2011年：地球電磁気・地球惑星圏学会 大林奨励賞